# Pharilapcha
Der Pharilapcha (auch Phari Lapcha) ist ein Berg im westlichen Mahalangur Himal in der Region Khumbu im Nordosten Nepals.
Der Berg liegt zwischen den Dörfern Machermo und Gokyo westlich des Dudhkoshi-Flusstals. Seine Höhe beträgt 6017 m (nach anderen Quellen 6073 m). 2,43 km südsüdwestlich liegt der etwas höhere Kyajo Ri (6186 m). Der Trekkinggipfel Gokyo Ri befindet sich 3,57 km nördlich des Pharilapcha.
Seit 2002 gehört der Pharilapcha zu den Trekking-Gipfeln der Kategorie „A“. Der Gipfel wurde am 19. Mai 2003 von den Brasilianern Marcelo Rey Belo und Juliana N. Bechara Belo mit mehreren Sherpas erstbestiegen. Die Aufstiegsroute führte über den Nordwestgrat.
Der Pharilapcha besitzt neben dem Hauptgipfel noch einen 5977 m hohen Ostgipfel.